# 拖線和鬼火
《板牙遇上鬼火》（英語：Mater and the Ghostlight）是2006年皮克斯动画工作室制作的一部动画短片，该片与《赛车总动员》（Cars）的DVD一起发行。发行时间为2006年10月25日（澳洲），11月7日（美国）。此片中板牙（Larry the Cable Guy配音）碰到一个神秘的蓝光。本片利用已经发行的电影中的角色塑造了一个新的故事，如同短片《大眼仔的新车》（Mike's New Car，《怪兽电力公司》（Monsters, Inc.）中的角色）和《小杰的攻击》（Jack-Jack Attack，《超人总动员》（The Incredibles）中的角色）。该片中国大陆配音闪电麦坤和莎莉分别是黄磊、徐静蕾，粤语配音是林海峰、林嘉欣。

## 概述
本片开始描述油车水镇上的板牙每天都要搞恶作剧吓唬镇上的居民，赛车总动员裡的麦坤还留在镇上，在影片中板牙还带着麦坤去田地里吓唬傻呼呼的拖拉机。
短片开始于入夜的66号公路旁 
- 小红在浇花的时候用他的板牙拖走花盆吓唬小红
- 从卡布和奇诺仔细码好的轮胎里突然跳出来吓唬他们,
- 用交通警示锥假扮吸血鬼出现在莎莉的的窗户上
- 荔枝婆睡着以后跳过去突然吵醒她(这次失败)
- 用很多油桶迷惑辉哥

上述的这些恶作剧都成功的被板牙实施。
他最后一个恶作剧最为成功: 麦坤看到加油站旁的一堆罐子后面伸出一个钩子，跟板牙的那个很想像，他以为板牙就藏在那里。但是板牙突然从芙蓉的咖啡馆顶上尖叫着跳下来。麦坤被吓了一大跳，一下就撞翻了那堆罐子，这才看见原来那后面是板牙做的一个广告牌。蓝天博士说：“也就你给吓得跟在赛道上那样。” 板牙嘲笑说, “你就像看见鬼火一样！”
警长警告他"嘲笑鬼火"，板牙倒霉的经历就开始了。鬼火被描述成一个“蓝色的半透明发光球体”，在镇上神出鬼没，最痛恨叮当响的金属 - 例如板牙破旧的外壳发出的声音。警长继续说，有一对年轻夫妇在这个地区失踪，最后只找到了他们的车牌。最后他轻松地撂下一句"晚安"就一溜烟的消失在夜幕中，其他人也是一眨眼功夫就都回到自己的家去了，剩下板牙一个人在那里。
接下来，麦坤和奇诺潜到板牙家后院，偷偷的把一个发蓝色光的防风油灯挂到板牙的拖钩上。当板牙通过观后镜看时以为是鬼火，就拚命的逃出自己家，一路狂奔但是“鬼火”一路“紧追”，他又倒着行驶，依然甩不掉它。知道它跑得精疲力尽才发现下护自己的是一个油灯。这时大伙在路边等着他呢。

海报：板牙和Banshee

警长警告他，66号公路上唯一让人害怕的就是“你的想象力”。蓝天博士补充说,“恩，当然就是尖叫的Banshee。好了，晚安。”其它车再一次一下子就都开走消失了，留下板牙一个人呆在镇子外面的公路上。“尖……尖叫的什么？”板牙吓得声音都变了，又不自主的颤抖起来。

## 细节
- 本片特别为《赛车总动员》的DVD版制作。
- 板牙返回自己家时，失去了他唯一的前大灯，大概是因为颤抖的太厉害。
- 麦坤保留了它在油水车镇得到的新样子，但是蓝天博士没有用 哈得逊大黄蜂的样式，而是普通品蓝外衣。雷蒙，在影片里用紫色、绿色、黄色、和红色搭配的外观在短片里只有蓝色。
- 如果把影片看到最后（走完列表字幕）,观众就能看到板牙还在路上拖着那个马灯发抖。有个巨大的丑陋的装载着獠牙样子的大型装在车出现在板牙后面。"BANSHEE"字样就写在他的下巴上。板牙转向他说，“你最好快跑，他们说今晚上有个Banshee在这出没... 不过我还没有看见，晚安。”然后他就掉头离开，剩下迷惑不解的BANSHEE。是否板牙意识到那个大家伙就是BANSHEE就不得而知了，as he warns it of the monster, yet seems fairly keen to leave its company.
- 板牙看到一个"萤火虫" - 带着翅膀和很明亮车前灯的大众汽车甲壳虫。
- 板牙又玩了一次"拖拉机倾倒"的把戏，不过这次是无意的，当他飞奔这穿过停拖拉机的耕地时发生的，他立刻也惊醒了联合收割机弗兰克。
- 板牙高速穿过拖拉机田后驶入威利山丘的跑道，也就是亨得森教给麦坤反向锁定技巧高速转弯得地方，在慢镜头里，板牙发生侧滑，在后面扬起滚滚尘土。这一幕正是Doc所做的，麦坤刚开始做不来的高速转弯技巧的翻板。
- 汽车总动员配音剧组成员Larry the Cable Guy (板牙), 欧文·威尔逊 (麦坤), 邦妮·亨特 (莎莉), 保罗·纽曼 (蓝天博士), Michael Wallis (警长)和Cheech Marin (雷蒙)在本片有配音角色。Paul Dooley只是表演了警长得讥笑。所有这七个人都在片尾的列表上。芙蓉，卡布，奇诺，辉哥，小红，马克，和荔枝婆都出现了，但是他们没有台词，也没有出现在片尾。
- 当板牙匆咖啡馆回家时，哼着Brad Paisley的歌“云朵背后”（"Behind the Clouds"）给自己状胆，同样的曲子在片尾和片头播放。
- 这是闪电麦坤第一次没有说他在影片里的口头禅 ("Ka-chow"和"壮如凯迪拉克，快如双B跑车").